# Beverly Lynne
Beverly Lynne (Sellersville, 
31 oktober 1973) is een Amerikaanse actrice.

## Levensloop en carrière
Lynne verscheen eind jaren 90 tweemaal in Playboy. Tussen 2004 en 2005 speelde ze in Black Tie Nights. Haar andere filmrollen, meer dan 200 reeds, bevinden zich allemaal in het softerotische genre. Ze is gehuwd met acteur Glen Meadows.

## Beknopte filmografie
- Black Tie Nights, 2004-2005

- Bibliothèque nationale de France: cb14514147p (data)
- International Standard Name Identifier: 0000 0000 0322 8044
- Library of Congress Control Number: no2010111716
- Virtual International Authority File: 32230150
- WorldCat: E39PBJdCrtBFMwBwP4phCkYQMP